# TrackMania
TrackMania（トラックマニア）は、ユービーアイソフト Nadeo開発のレースゲームシリーズ。

## 特徴
アクロバットなレースゲームで、ループやジャンプがあり、壁に衝突しようが落下しようが、車はダメージを受けない。ネット対戦ができ、ネット上でコースを公開したりダウンロードしたりすることができる。また、車も改造でき、ネット上で公開できる。
これらのゲーム (TrackMania) シリーズにおいて、「Copper（日本語版ではカパー）」と呼ばれるポイントがあり、既存の公式コースのメダルを獲得するなどの事により、そのポイントが貯まり、新たなるチャレンジコースをダウンロードしたりするなどの事ができる。
コースの各カテゴリーにおける、車の挙動は、それぞれ異なる。

## 種類

### TrackMania
原作。2003年11月にヨーロッパで発売され、2004年5月にアメリカなどで発売された。
空中ブレーキによるコントロール制御は無効。
TrackManiaの初期バージョンでは、Copperの使用方法として、既存のパーツショップから自分の好きなパーツの分を割り振りする事により、それらのパーツでコースを作成可能だった。さらに、障害物などにぶつかった後で走行すると、車のドアがパタパタ開く演出もあった。

### TrackMania Sunrise
2005年4月にヨーロッパで発売され、2006年5月にアメリカなどで発売された。
グラフィックも一新され、コースエディターも充実した
初代を基盤に一新した。

### TrackMania Sunrise eXtreme
TrackMania Sunriseに少し改良を加えたもの。
ものすごく大きな差はない。
TrackMania Sunriseの購入者でも、無料のエクスパンションにより、導入可能。
日本語版もある。

### TrackMania Original
原作TranckManiaをTrackMania Sunriseのグラフィックエンジンを用いてリメイクしたもの。
TrackManiaの購入者（Power Up! パッチ導入済み）でも、無料のパッチ「TrackMania Power Up! -> Original Upgrade」により、導入可能。

### TrackMania Nations
ESWCのために開発され、ネット対戦に特化している
ネット対戦の人数が多いが、ヨーロッパが中心で、日本人は少しずつ増えてきてはいるがまだ少ない。
Windows Vistaでもアップデートすれば動作可能。
Copper の制限は無く、そのポイントを意識しなくてもプレイが可能。
チェックポイントからの再開が不可能。

### TrackMania United
内容的にはTrackMania Original,TrackMania Sunrise,TrackMania Nationsをまとめ、一新したもの。

### TrackMania Nations Forever
TrackMania Unitedの１カテゴリ（スタジアム）だけを摘出したバージョン、無料。
ネット対戦に特化しているが、一人でプレイするモードもあり、
クリアする度に新しいステージが選べるようになるシステム。
ネット対戦の人数も多く、日本人もわりと多い。
TrackMania Nationsよりもコースパーツが多く、より多彩なコース設計ができる。
チェックポイントからの再開が可能。

### TrackMania United Forever
TrackMania Unitedに少し改良を加えたもの。
水の深さが従来に比べて浅くなった。
日本語の製品版は、オーバーランドより2008年6月27日に発売。

### トラックマニア ターボ
2016年3月24日にPlayStation 4、Xbox One、PC（Microsoft Windows) 発売された。

### Trackmania
TrackMania Nationsのリメイク版で、PC向けにUplay及びEpic Gamesストアで2020年7月1日にリリース予定。無料でプレイ可能だが、一部機能へのアクセスや、特定大会への参加には期間制の利用権の購入（サブスクリプション）が必要。

## 音楽ファイルについて
TrackMania United/Nations Foreverでは、WAVとOgg Vorbisの音楽を取り込んでBGMにすることができる。
また、Ogg Vorbisのヘッダを編集し、専用形式「MUX」に変換することもできる。MUXファイルはエディターで専用BGMに設定すると、音楽が鳴り始めるときに音楽の詳細データが表示されるようになる。
なお、なぜ独自形式を設定しているかは不明である。